# Војислав Илић
Војислав Илић (Београд, 20. април 1860 — Београд, 2. фебруар 1894) био је српски песник.

## Биографија
Рођен је у Београду као син песника Јована Илића, а имао је три брата међу којима је и књижевник Драгутин Илић. Био је болешљив од детињства и слабо је марио за учење. Похађао је основну школу „Вук Караџић“ у Београду, код учитеља Милана Стојковића. Похађао је затим Палилулску а доцније Другу београдску гимназију. Први разред гимназије је понављао чак три пута, за три године. Школу је напустио после трећег разреда гимназије, када је започео четврти – због слабог успеха. Касније је на своју руку „као ванредни студент ”похађао две године предавања из "права" у Великој школи. Међутим истовремено је  активно учествовао у књижевном и политичком животу студентске омладине, али испите није полагао. Његовом образовању је помогло што му је дом био стециште књижевника и песника. Ту је упознао Ђуру Јакшића, те се касније и оженио једном од Јакшићевих кћери, Тијаном.
Учествовао је као добровољац у бугарском рату 1885. године, када је заједно са Браниславом Нушићем био у Јагодини. Каплар XV пука Нушић је добио заповест да обучава вод, у којем је био добровољац Илић. По сећању Нушићевом: "Проводили смо један буран бохемско-војнички живот; делили смо све што смо имали". Војислав Илић се прикладно и достојанствено носио као војник, и доспео је до чина резервног подпоручника.
Године 1887. ступио је у службу као коректор Државне Штампарије, а први пут је добио државну службу 14. јануара 1889. године. Примљен је за дијурнисту Министарства спољних послова, под условом да живи у Солуну и тамо за потребе службе учи турски и арнаутски језик. Након неколико месеци бављења у Солуну одустао је од службе, јер за учење турског требало је пуно година а за арнаутски није било тада никаквих приручника. Године 1890. намештен је Воја за учитеља у српској школи у Турн Северину, где је провео годину дана. По повратку из Северина, добио је 20. августа 1892. године први указ, по којем је постао писар I класе при Министарства унутрашњих дела. Непуна два месеца касније унапређен је за шефа IV класе продаје дувана, али је брзо и то намештење оставио. Сутрадан по оставци, 26. маја 1892. године постављен је за писара I класе при српском Конзулату у Приштини. Напустио је бољи положај да би узео нижи, само да би се у Приштини дружио са пријатељем а шефом Браниславом Нушићем. Када је био писар на Косову, један извештај Министарству је саставио у стиху као песму - да би привукао пажњу. Нушић је исту као куриозитет објавио у „Политици“ 1929. године, а иста почиње првом строфом:

„У смислу свега што следује даље,

  Акт вам се овај с препоруком шаље;

  Да поступите тачно и у свему,

  По наредбама казаним у њему.“

Војислав ни годину дана "није саставио" у Приштини, јер се разболео. Болесног су га 1893. године пренели у Скопље, а затим у Београд. Два дана пред смрт, 19. јануара 1894. године постављен је за секретара V класе у поштанско-телеграфском одељењу Министарства народне привреде. Као такав чиновник је и умро 21. јануара 1894. године у родном Београду. У униформи резервног потпоручника, којом се за живота много поносио, био је прерано умрли поета Илић и сахрањен. Приземна кућа у Далматинској 1 у којој је живео, срушена је 1939.
Прва жена Тијана и деца из првог брака су рано умрли. У другом браку са Зорком рођеном Филиповић имао је једну ћерку. Ћерка Светлана је била удата за Радоја Јовановића, државног саветника, њихова ћерка је била академик и лингвиста Милка Ивић.
У животу умногоме је делио судбину других писаца свог времена: често је мењао намештења у Београду и унутрашњости, живео у оскудици, велики део времена проводио у кафани и неуредним, боемским животом још више погоршао своје ионако слабо здравље, због политичких уверења бивао прогањан од власти, и умро млад. Иако је писао кратко време, свега петнаестак година, оставио је обимно и разноврсно дело. За живота је објавио три збирке песама (1887, 1889, 1892), којима треба додати велики број песама расутих по часописима и заосталих у рукопису. Неколико слабих прозних покушаја показују да је Војислав, слично Бранку и Змају, био првенствено песник, да је умео добро писати само у стиху.
По Јовану Деретићу Илић је у српском песништву извршио оно што је десетак година раније захтевао Светозар Марковић: одлучан раскид с романтизмом. Међутим, његове књижевне тежње само се делимично поклапају с Марковићевим програмом и с реалистичком поетиком. У неким песмама он је био гласник напредних идеја свог доба, оштар критичар друштвених и политичких изопачености. Али, његова поезија, гледана у целини, супротна је духу тенденциозне, прагматичне књижевности за коју се залагао програмски реализам. Својим естетизомом и формализмом Илић је отворио пут друкчијој поезији, поезији којој је подједнако страна оријентација реалиста на обичну стварност и захтеви идеолога за укључивање књижевности у друштвене и политичке борбе, поезији у којој је најважнији моменат брига за саму себе, за своје властито уметничко биће.